# Charizma
Charizma – szwedzki zespół działający od 1981 roku.
Jego założycielami są bracia: Bo, Jan i Göran Nikolausson. W połowie lat 90 do zespołu dołączyli Johan Mauritzson i Tomas Karlsson.
W roku 2004 zespół wystąpił w estońskiej Eurowizji, gdzie ostatecznie zajął piąte miejsce. W 2007 roku Charizma ponownie próbowała sił w Eurowizji, tym razem polskiej, gdzie również uplasowali się na piątej pozycji.
W 2013 roku jeden z muzyków zespołu Thomas Karlsson był współautorem utworu "Thank_You_Very_Much dla Margaret. 
Od 2019 roku Thomas Karlsson i Johan Mauritzson wraz z producentem Joakim Övreniusem współpracują ze szwedzką piosenkarką Clarą Rubensson (w Polsce znanej także pod pseudonimem Klara Rubaszma) czego owocem jest kilka singli na czele z utworem "The Ride", który to na Konkursie Piosenki Eurowizji w Rotterdamie wykonał w barwach Polski wokalista Rafał Brzozowski zajmując 14. miejsce w swoim półfinale. 